# Jikkyou Powerful Pro Yakyuu Portable 2
Jikkyō Powerful Pro Yakyū Portable 2 (実況パワフルプロ野球ポータブル2?) es un videojuego de béisbol para PlayStation Portable, fue desarrollado y publicado por Konami Digital Entertainment en 5 de abril de 2007, exclusivamente en Japón. Es parte de la serie Jikkyō Powerful Pro Yakyū, y fue el segundo juego para el Portátil de Sony.
- Datos: Q18644261